# Lijst van nummer 1-hits in de Radio 2 Top 30 in 2001
Deze hits stonden in 2001 op nummer 1 in de Vlaamse Radio 2 Top 30.
| Nummer | Datum        | Artiest              | Titel                              |
| ------ | ------------ | -------------------- | ---------------------------------- |
| 522    | 6 januari    | De Bewoners & Walter | Een brief voor kerstmis            |
| 521    | 13 januari   | Twarres              | Wêr bisto                          |
|        | 20 januari   | Twarres              | Wêr bisto                          |
|        | 27 januari   | Twarres              | Wêr bisto                          |
| 523    | 3 februari   | LeAnn Rimes          | Can't fight the moonlight          |
|        | 10 februari  | LeAnn Rimes          | Can't fight the moonlight          |
| 524    | 24 februari  | Gigi d'Agostino      | La passion                         |
|        | 3 maart      | Gigi d'Agostino      | La passion                         |
|        | 10 maart     | Gigi d'Agostino      | La passion                         |
|        | 17 maart     | Gigi d'Agostino      | La passion                         |
| 525    | 24 maart     | Paul Michiels        | Let me be turned to stone          |
|        | 31 maart     | Paul Michiels        | Let me be turned to stone          |
|        | 7 april      | Paul Michiels        | Let me be turned to stone          |
|        | 14 april     | Paul Michiels        | Let me be turned to stone          |
| 526    | 21 april     | M-Kids               | Swingen                            |
| 527    | 28 april     | Atomic Kitten        | Whole again                        |
|        | 5 mei        | Atomic Kitten        | Whole again                        |
|        | 12 mei       | Atomic Kitten        | Whole again                        |
| 528    | 19 mei       | VandaVanda           | Sunshine after the rain            |
|        | 26 mei       | VandaVanda           | Sunshine after the rain            |
| 529    | 2 juni       | Geri Halliwell       | It's raining men                   |
|        | 9 juni       | Geri Halliwell       | It's raining men                   |
|        | 16 juni      | Geri Halliwell       | It's raining men                   |
|        | 23 juni      | Geri Halliwell       | It's raining men                   |
| 530    | 30 juni      | Shaggy & Rayvon      | Angel                              |
|        | 7 juli       | Shaggy & Rayvon      | Angel                              |
|        | 14 juli      | Shaggy & Rayvon      | Angel                              |
|        | 21 juli      | Shaggy & Rayvon      | Angel                              |
| 531    | 28 juli      | K3                   | Tele-Romeo / Blub, ik ben een vis! |
|        | 4 augustus   | K3                   | Tele-Romeo / Blub, ik ben een vis! |
|        | 11 augustus  | K3                   | Tele-Romeo / Blub, ik ben een vis! |
|        | 18 augustus  | K3                   | Tele-Romeo / Blub, ik ben een vis! |
|        | 25 augustus  | K3                   | Tele-Romeo / Blub, ik ben een vis! |
|        | 1 september  | K3                   | Tele-Romeo / Blub, ik ben een vis! |
| 532    | 8 september  | Atomic Kitten        | Eternal flame                      |
|        | 15 september | Atomic Kitten        | Eternal flame                      |
| 533    | 22 september | Alcazar              | Crying at the discotheque          |
| 534    | 29 september | Alicia Keys          | Fallin'                            |
| 535    | 6 oktober    | Kylie Minogue        | Can't get you out of my head       |
|        | 13 oktober   | Kylie Minogue        | Can't get you out of my head       |
|        | 20 oktober   | Kylie Minogue        | Can't get you out of my head       |
|        | 27 oktober   | Kylie Minogue        | Can't get you out of my head       |
|        | 3 november   | Kylie Minogue        | Can't get you out of my head       |
|        | 10 november  | Kylie Minogue        | Can't get you out of my head       |
|        | 17 november  | Kylie Minogue        | Can't get you out of my head       |
|        | 24 november  | Kylie Minogue        | Can't get you out of my head       |
| 536    | 1 december   | Afroman              | Because I got high                 |
|        | 8 december   | Afroman              | Because I got high                 |
| 537    | 15 december  | Enrique Iglesias     | Hero                               |
|        | 22 december  | Enrique Iglesias     | Hero                               |
| 538    | 29 december  | Kate Winslet         | What if                            |